# Дак Ки (Флорида)
Дак Ки (енгл. Duck Key) насељено је место без административног статуса у америчкој савезној држави Флорида.

## Демографија
По попису из 2010. године број становника је 621, што је 178 (40,2%) становника више него 2000. године.
| Група             | 2000.       | 2010.       |
| Белци             | 424 (95,7%) | 483 (77,8%) |
| Афроамериканци    | 2 (0,5%)    | 91 (14,7%)  |
| Азијати           | 1 (0,2%)    | 1 (0,2%)    |
| Хиспаноамериканци | 13 (2,9%)   | 42 (6,8%)   |
| Укупно            | 443         | 621         |